# Franz Anatol Wyss
Franz Anatol Wyss (* 1. Mai 1940 in Fulenbach) ist ein Schweizer Maler und Radierer.

## Leben und Werk
Franz Anatol Wyss studierte nach einer Lehre als Flachmaler an der Kunstgewerbeschule Luzern von 1960 bis 1961 in der Klasse von Max von Moos, später an der Kunstgewerbeschule Zürich und war Schüler des Radierers Bruno Stamm. Seit 1966 ist er freischaffender Künstler und überwiegend in den Bereichen Radierung und Zeichnung tätig.
Wyss thematisiert in seinem Werk die Beziehung zwischen Natur, Technik und Mensch. Seine surreal-konstruktivistischen Gebirgslandschaften werden oftmals mit unbewohnt wirkenden, fensterlosen Gebäuden und schräg gestellten Bäumen bestückt. Ein weiteres, häufiges Motive sind die archetypisch multiplizierten nackten Bogenschützen. Anfang 1966 konnte er in der Untergrundzeitschrift The Cthulhu News von Robert A. Fischer mehrere Abbildungen seiner Werke veröffentlichen. Künstlerische Anregungen holte er sich auf langen Reisen in Skandinavien, Frankreich, Deutschland und Italien. Seine Werke wurden in zahlreichen Ausstellungen in der Schweiz ausgestellt, so etwa im Musée des Beaux-Arts in Le Locle, in der Zürcher Galerie Hufschmidt oder im Heimatmuseum Dornach. 
Einzelausstellungen 1986 im Kunstmuseen Thun und Olten, 1987 im Kunsthaus Glarus; 1988 in Paris im Atelier des Kantons Zürich. 1991 zeigt Wyss im Kunstmuseum Solothurn zusammen mit dem Fotografen Gérard Dufresne Paris – ein bildnerisches Tagebuch. 
Wyss wohnt in Fulenbach und arbeitet in seinem Atelier in Murgenthal.

## Auszeichnungen (Auswahl)
- 2002: Kunstpreis des Kantons Solothurn
- 1994: Preis der Fondazione Adolfo Carmine, IV. Internationale Grafik-Biennale, Florenz/Italien
- 1992: Preis 1. Grafik-Triennale Le Locle
- 1984: Diplom der Internationalen Grafik-Biennale, Taipeh/Taiwan
- 1972: Förderpreis des Kantons Zürich
- 1972: Kopernikus-Preis, Biennale Krakau/Polen

## Werke in öffentlichen Sammlungen (Auswahl)
- Kunsthaus Grenchen
- Kunstmuseum Olten
- Kunstmuseum Solothurn
- ETH Zürich, Grafische Sammlung
- Kunsthaus Zürich, Grafische Sammlung